# Triaenodes cumberlandensis
Triaenodes cumberlandensis är en nattsländeart som beskrevs av David Etnier och Way 1973. Triaenodes cumberlandensis ingår i släktet Triaenodes och familjen långhornssländor. Inga underarter finns listade i Catalogue of Life.